# Tyler Labine
Tyler Labine, född 26 april 1978, är en kanadensisk skådespelare som bland annat medverkat i TV-serierna Invasion och Deadbeat.
Hans yngre bror, Kyle Labine, är också skådespelare.